# Jack Russell terrier
El Jack Russell terrier es una raza de perro originaria de Inglaterra, cuyo desarrollo se basó en el estándar del Club de trabajo en Australia. Es un perro básicamente blanco, más compacto que alto, ágil, y que a pesar de su tamaño pequeño tiene mucha fuerza y resistencia. Es un terrier de trabajo, alerta, tenaz e independiente. Un excelente perro de compañía para personas activas. Existe una variante llamada Parson Russell terrier que es de mayor tamaño.
La raza fue reconocida en el año 2000 por la FCI, en 2009 por el United Kennel Club, y en junio del 2012 el American Kennel Club reconoció a esta misma raza bajo el nombre de «Russell terrier».

## Historia

### Inglaterra
Esta raza de perros debe su nombre al reverendo John «Jack» Russell. Nacido en 1795 en Darmouth, Inglaterra, fue pastor durante muchos años en la parroquia de Swymbridge, en el condado de Devon. Amante de los terrier, durante sus estudios en Oxford compró su primer perro de estas características, una hembra blanca de pelo duro con marcas en la cabeza llamada «Trump», que por la descripción y foto que de ella se conservan se parece bastante al actual estándar FCI del Jack Russell terrier. 
La caza del zorro era muy practicada en el condado de Devon en la época en la que vivió el reverendo Russell, y él era un apasionado de esta actividad. Su afición le llevó a la crianza de perros. Así, comenzó a cruzar perros de caza, más exactamente terrier de distintas razas unicolores y multicolores. Lo que él buscaba era mejorar la aptitud de los ejemplares, no homogeneizar el aspecto físico de los mismos y por ello al morir no dejó un estándar concreto. Los cruces y la no estandarización de la raza han provocado divergencias acerca del aspecto actual del Jack Russell terrier.

### Australia
Cabe destacar que Australia fue el país que contribuyó activamente para el desarrollo, y posterior reconocimiento, de esta raza a nivel internacional. No hay datos específicos de cuando llegó el primer Jack Russell terrier a Australia, pero si existe información acerca de ejemplares que llegaron a manera de regalo y contribuyeron de manera importante a la raza. Como por ejemplo en 1964, «Hardy» (JRI-5) el cual fue un regalo del Duque de Beaufort —Beaufort Hunt Club en Reino Unido— para el ganador ecuestre australiano de la medalla de oro olímpica: Bill Roycroft. De igual manera lo fue «Kiss Me Kate» (JRI-6) de la Duquesa de Bedford —Bedford Hunt Club en Reino Unido—.
En 1972 se formó oficialmente el Jack Russell Terrier Club of Australia. Este club especializado instituyó un comprensivo sistema de registro junto con un estándar formal para la raza. Este club también inició discusiones con el Australian National Kennel Council acerca de la posibilidad de reconocer y registrar a la raza. El 25 de octubre de 2000, finalmente, la Federación Cinológica Internacional —división Europa— reconoció oficial y definitivamente a la raza Jack Russell terrier utilizando el estándar procedente de Australia.
Algunos clubes de trabajo se niegan a reconocer esta raza, a pesar del reconocimiento del FCI, UKC, AKC, ANKC y otros tantos países. Estos clubes llevan a cabo sus propios registros de reproducción y competiciones, como el Jack Russell Terrier Club de Gran Bretaña (JRTCGB) o el Jack Russell Terrier Club de Estados Unidos (JRTCA), este tipo de clubes describen en su estándar terriers más altos del tipo Parson Russell terrier, como si fueran un Jack Russell.

## Apariencia
Su color básico y predominante debe ser el blanco —un mínimo de 51%— aunque puede presentar manchas en marrón, tostado o negro en varias partes del cuerpo. Orejas caídas de buena textura y gran movilidad. Su altura media es de entre 25 y 30 cm de altura a la cruz. La profundidad del cuerpo de altura a la cruz y al pecho debe ser igual a la longitud de la pierna delantera del codo al suelo. El perro en su conjunto es más largo que alto. Su peso aproximado es de entre 5 y 7 kilos. Suelen tener alrededor de entre 4 y 6 crías, y su gestación dura 2 meses.

### Pelaje
Como la mayoría  los terrier presentan pelo resistente al agua, lo que protege al perro cuando entra en las madrigueras o lagos. Su pelaje o manto puede ser de tres tipos: liso, duro y semi-duro. Dependiendo del tipo que presente será el mantenimiento y cuidado del mismo. Los JRT de pelo duro y semi-duro necesitan de mantenimiento más intenso que los ejemplares de pelo liso.
Normalmente un perro de pelo liso solo necesita una cepillada semanal. Mientras que los JRT de pelo duro y semi-duro requieren de la técnica conocida como stripping, que es la extracción a mano y consiste en tirar del pelo viejo muerto de raíz, y se debe hacer durante la primavera para eliminar el manto de invierno y a finales del verano para permitir que crezca el manto de invierno —que mantiene al animal tibio durante los meses de frío intenso—. Al extraer el pelo muerto de esta manera se permite que crezca nuevamente manteniendo la textura y función del pelaje. Si el animal participa en exhibiciones caninas, necesitará de un calendario específico para atender su pelaje y así permitir que su manto presente la textura requerida del estándar.

### Ejemplos de tipos específicos de pelaje

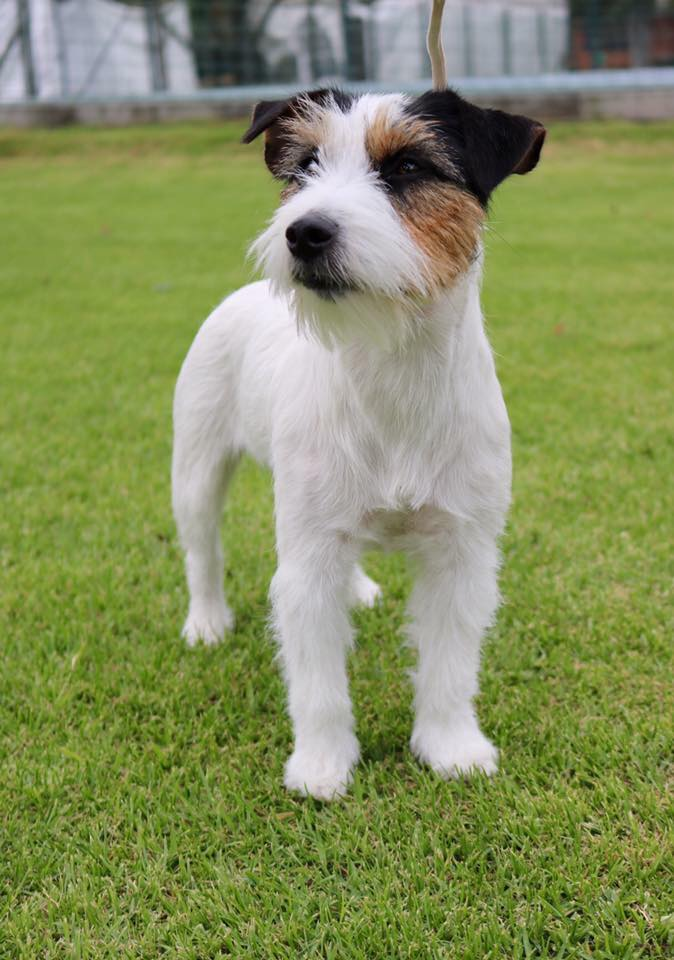
JRT Tricolor - Pelo Duro
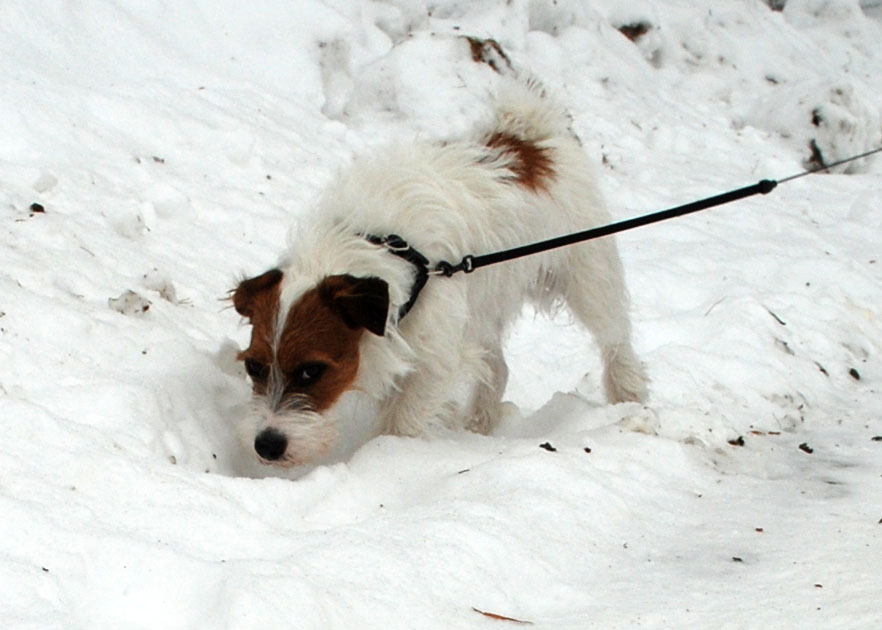
JRT de pelo semi-duro con manto de invierno
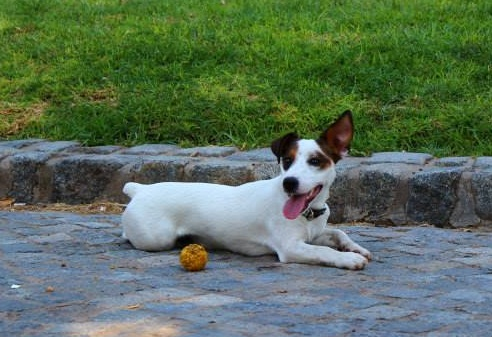
JRT Pelo Liso
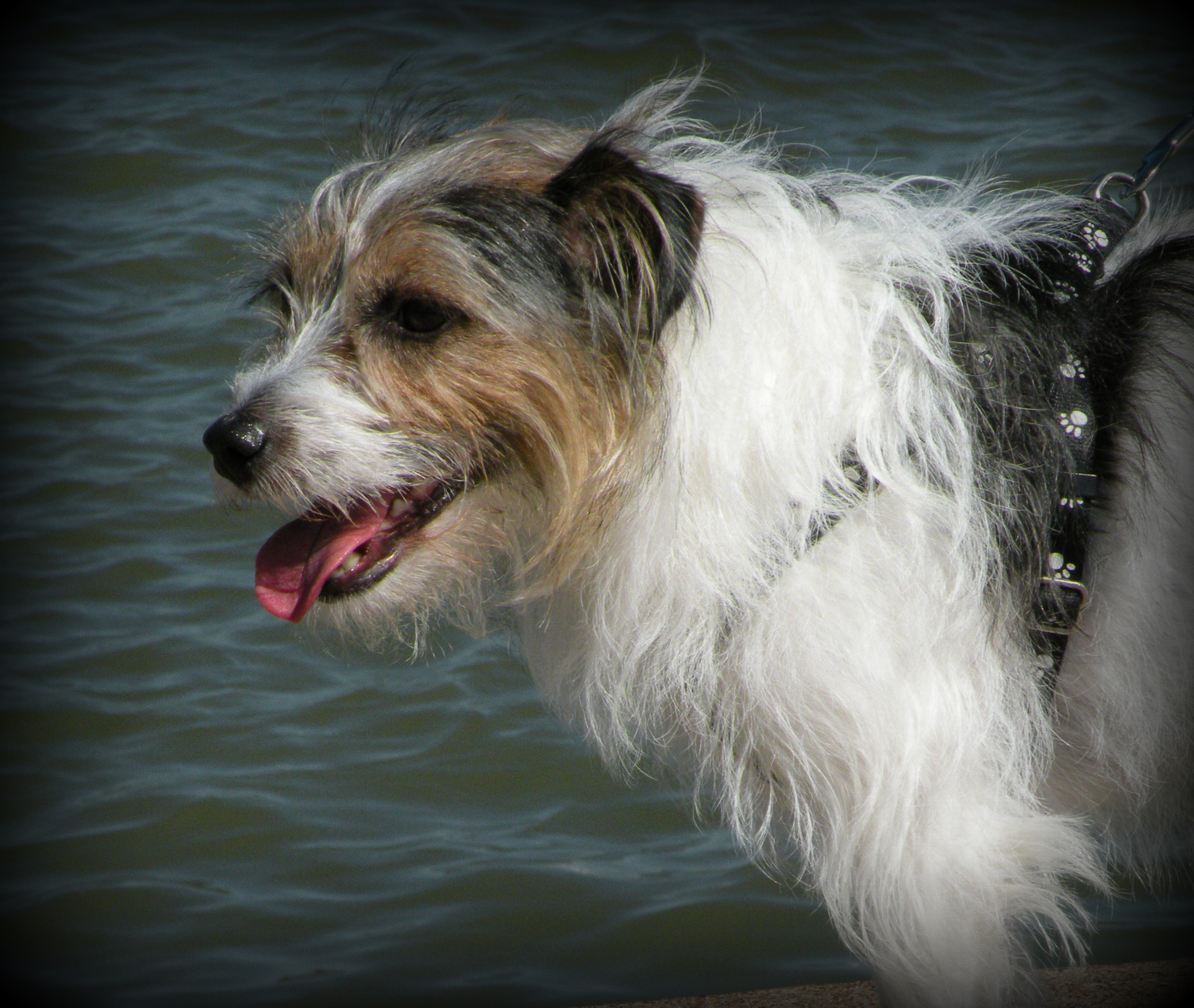
JRT de pelo duro con pelaje al natural
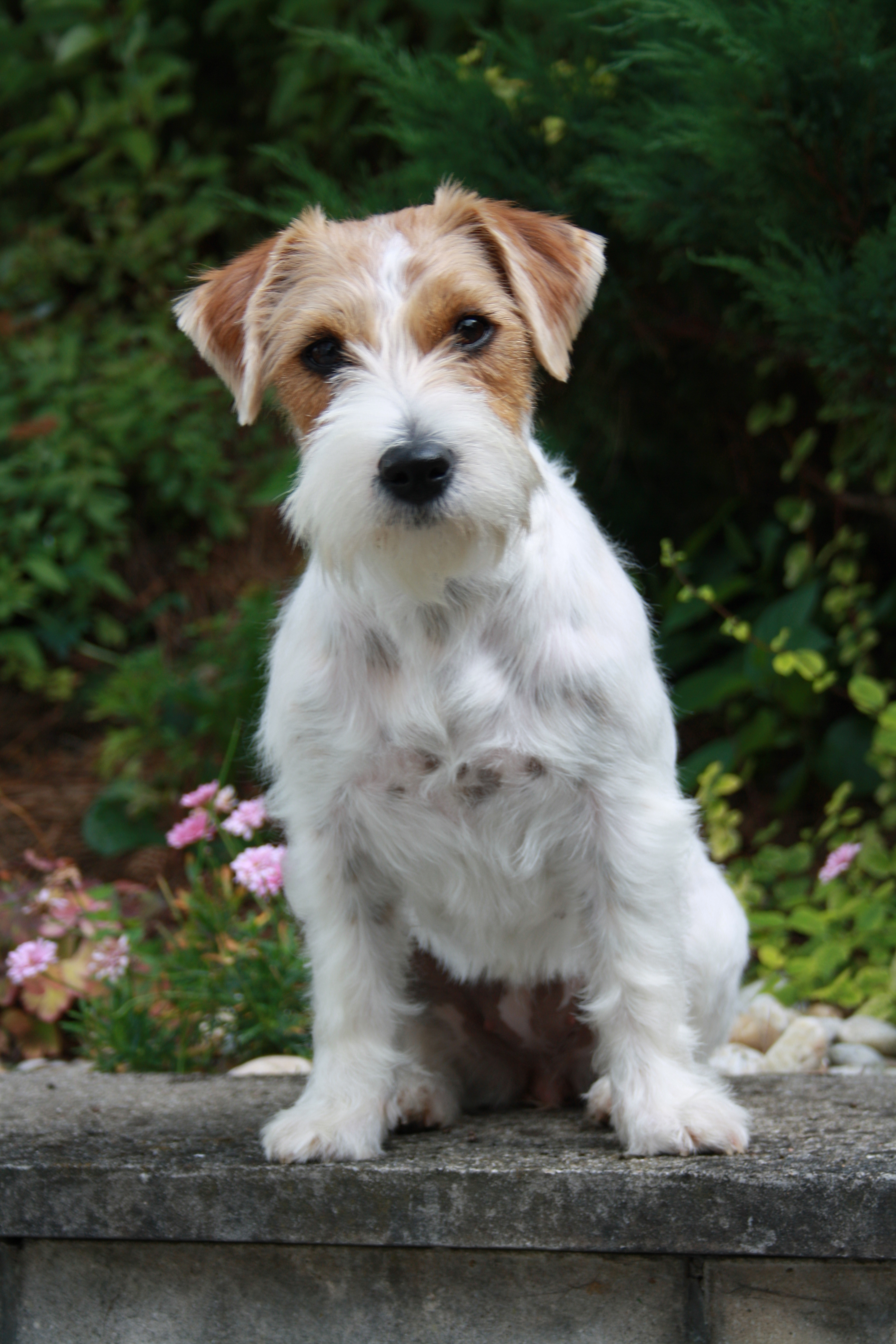
JRT de pelo duro pelado a mano o stripping

### Temperamento
El estándar lo describe como: «Un terrier vivaz, alerta y activo, con una expresión aguda e inteligente. Intrépido y valiente, amigable y confiado». Son perros sumamente activos, inquisitivos, vivaces y cazadores por lo que requieren de espacios abiertos donde ejercitarse para poder dar rienda suelta a su inagotable energía e interminable curiosidad. Necesitan un entrenamiento constante, consistente y paciente que les permita estimular su aguda inteligencia. No son perros recomendables para personas sedentarias, dueños primerizos o familias con niños muy pequeños.
Se les puede adiestrar para gran cantidad de actividades, especialmente si se utiliza su natural tendencia para salto, rastro, persecución de presa y cavado profundo: son excelentes cazadores de roedores y alimañas como conejos, patos y otros tipos de animales pequeños. También se les ha utilizado exitosamente como actores; hecho que les ha valido conquistar la simpatía popular debido a que son perros poseedores de un carisma difícil de igualar.

## Entrenamiento

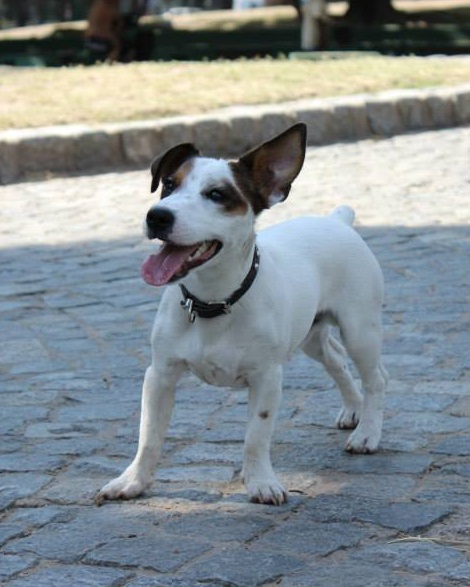
Jack Russell Terrier de pelo liso

Al ser un perro de trabajo y cacería, presentará tendencia natural a ladrar para indicar la ubicación de su presa, también cavará con tesón a la par que utilizará sus mandíbulas arrancando pedazos de hierba y tierra para, así, poder abrir un agujero que le permita introducirse bajo tierra donde se encuentra su objetivo, que podría ir desde un hueso enterrado por otro perro hasta acorralar directamente a una zorra en su madriguera.
El ladrar y cavar son algunas de las cualidades más apreciadas en este terrier, aunque, irónicamente, pueden volverse un serio problema en manos de dueños inexpertos o con poca información acerca de su naturaleza. De ahí el énfasis de ejercitarlo y entrenarlo diariamente, de lo contrario comenzará a exhibir comportamientos molestos tales como: ladrar de manera excesiva, intentar escapar del jardín, cavar profundos hoyos en lugares indeseables, destruir plantas, hiperactividad, agresividad, etc. Una alternativa recomendable, que no sólo hará las delicias de este terrier, sino que además le permitirá saltar y correr, es inscribirlo a cursos de agility.

## Salud
En general el JRT es un perro saludable, alegre y exuberante, pero al ser una raza que desciende del Fox Terrier tiene predisposición a padecer Ataxia y Mielopatía de terrier (Ataxia hereditaria) en el sistema locomotor. Esta rara enfermedad hereditaria se desarrolla en los primeros meses de vida y se asocia con trastornos del movimiento y el aumento de la sordera. También puede presentar enfermedades en el ojo como luxación del cristalino. Para reducir estos riesgos al mínimo, los criadores responsables deberán realizar cruzas sólo entre ejemplares cuyo historial genealógico sea conocido y rigurosamente certificado. Los machos y hembras destinados para la reproducción deberán ser médicamente revisados y declarados libres de estos padecimientos.
El promedio de vida del Jack Russell terrier, basado en una encuesta reciente, es de aproximadamente 13.6 años.

## Ejemplares célebres

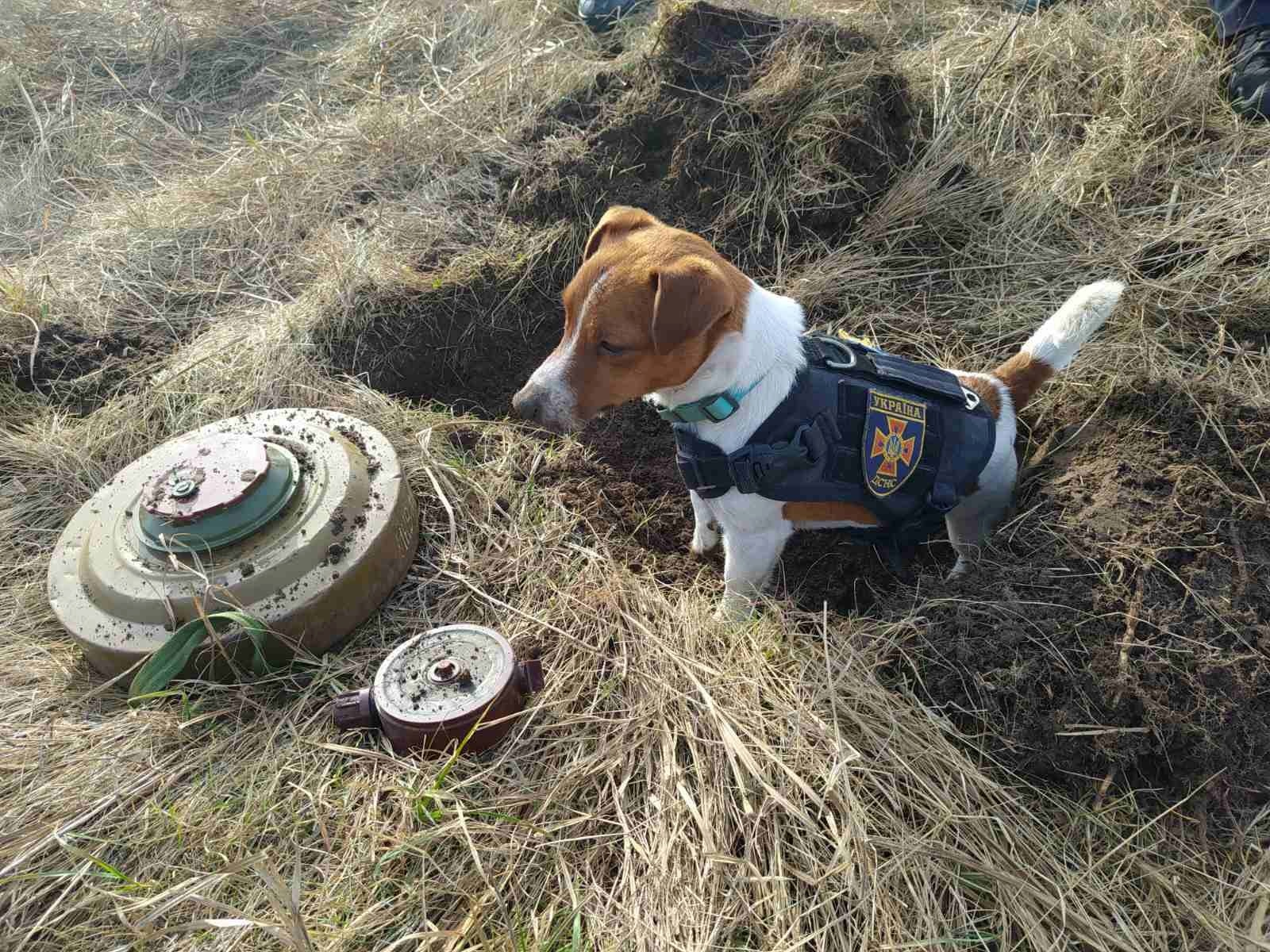
«Patron», el perro del Servicio de Situaciones de Emergencia de Ucrania, durante la invasión rusa de 2022.

- Patron, un Jack Russell terrier del Servicio de Situaciones de Emergencia de Ucrania. Consiguió detectar más de 200 minas terrestres durante la invasión rusa de Ucrania y fue condecorado en mayo de 2022 por el presidente de Ucrania Volodímir Zelenski.[15]
- Totakeke es uno de los personajes principales de la serie de videojuegos Animal Crossing desarrollada por Nintendo. Se trata de un Jack Russell terrier músico que actúa para la gente del pueblo.
- Max, el protagonista de las películas The Secret Life of Pets y The Secret Life of Pets 2, es un Jack Russell terrier y mascota de Katie. Cuando llega un perro mestizo llamado Duke, su vida cambiará por completo y después de una rivalidad con él, los dos tendrán que regresar a su departamento antes de que Katie vuelva.
- Milo, más conocido como el perro de la película La Máscara